# Guadalmedina
Der Guadalmedina (aus dem Arabischen وادي المدينة, DMG wādī l-madīna ‚Fluss der Stadt‘) ist ein Fluss im Süden Spaniens. Er entspringt auf dem Pico de la Cruz im Gebirgszug von Camarolos auf einer Höhe von 1433 Metern über dem Meeresspiegel. Er hat eine Länge von 51,5 Kilometern bis zu seiner Mündung im Herzen der Stadt Málaga. Auf seiner Route durchfließt er den Naturpark Montes de Málaga. Er spielt in der Geschichte der Stadt eine wichtige Rolle und unterteilt die Stadt in zwei Hälften. Die Altstadt liegt auf der linken Seite.

## Stausee und Nebenflüsse
Der Guadalmedina ist ein Fluss, der hohen saisonalen Veränderungen unterworfen ist und fünf Nebenflüsse hat:
- Arroyo de las Vacas
- Arroyo Chaperas
- Arroyo Humaina
- Arroyo Hondo
- Arroyo de los Frailes

Alle diese Flüsse sind die meiste Zeit des Jahres trocken. Der Stausee Embalse de El Limonero versorgt den Fluss Guadalmedina und die Bewohner der Gegend mit Wasser.

## Bilder

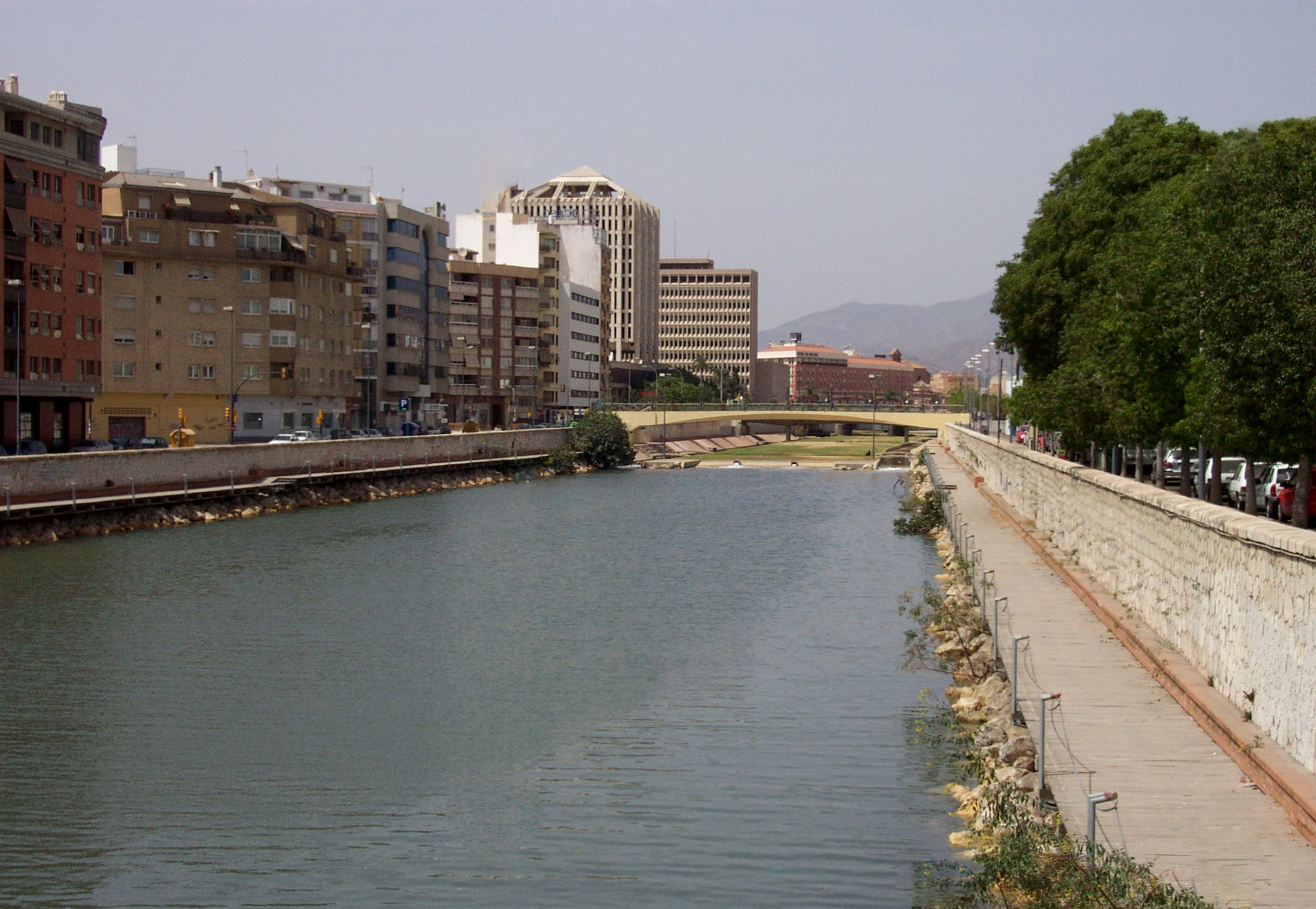
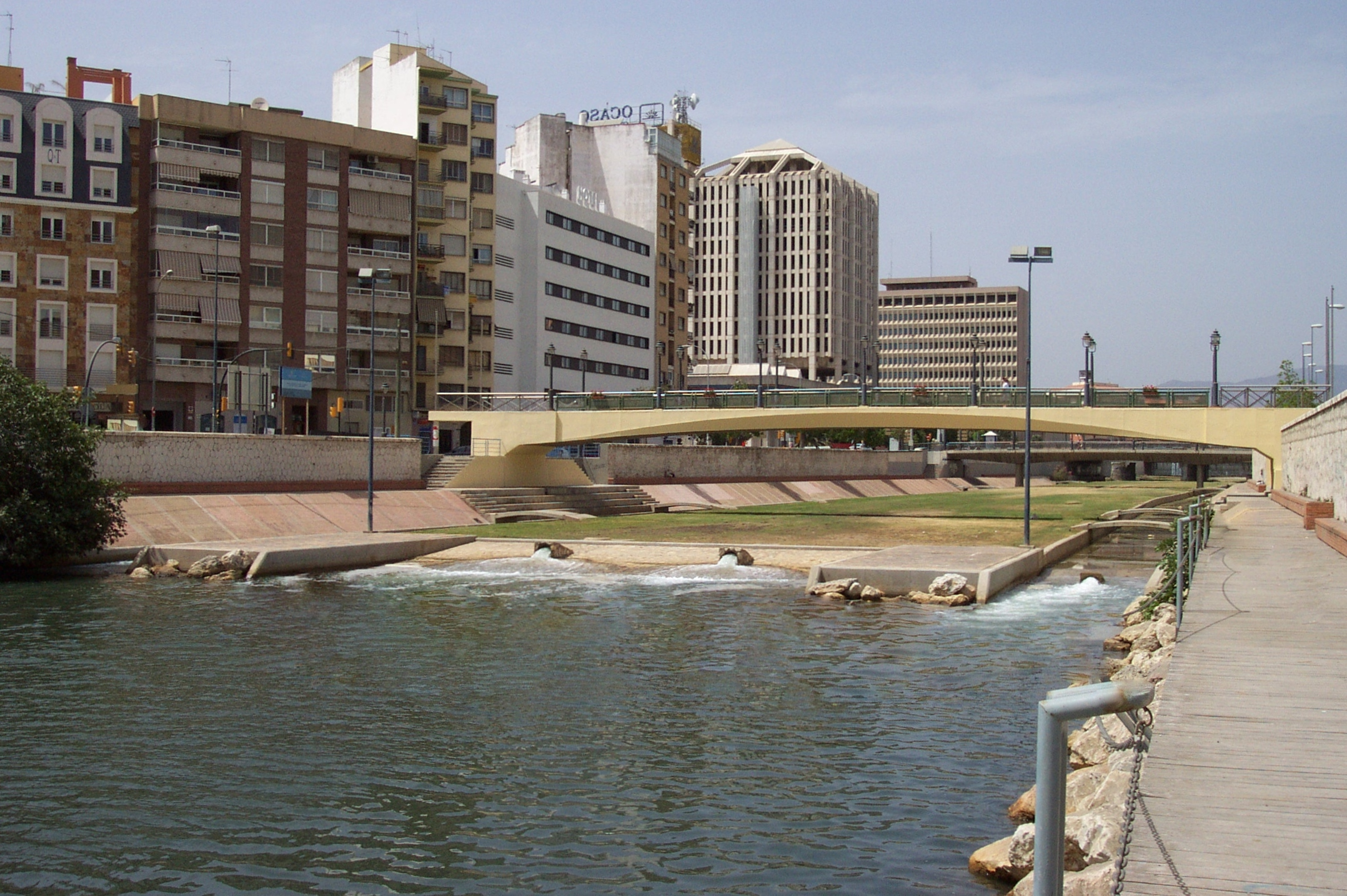
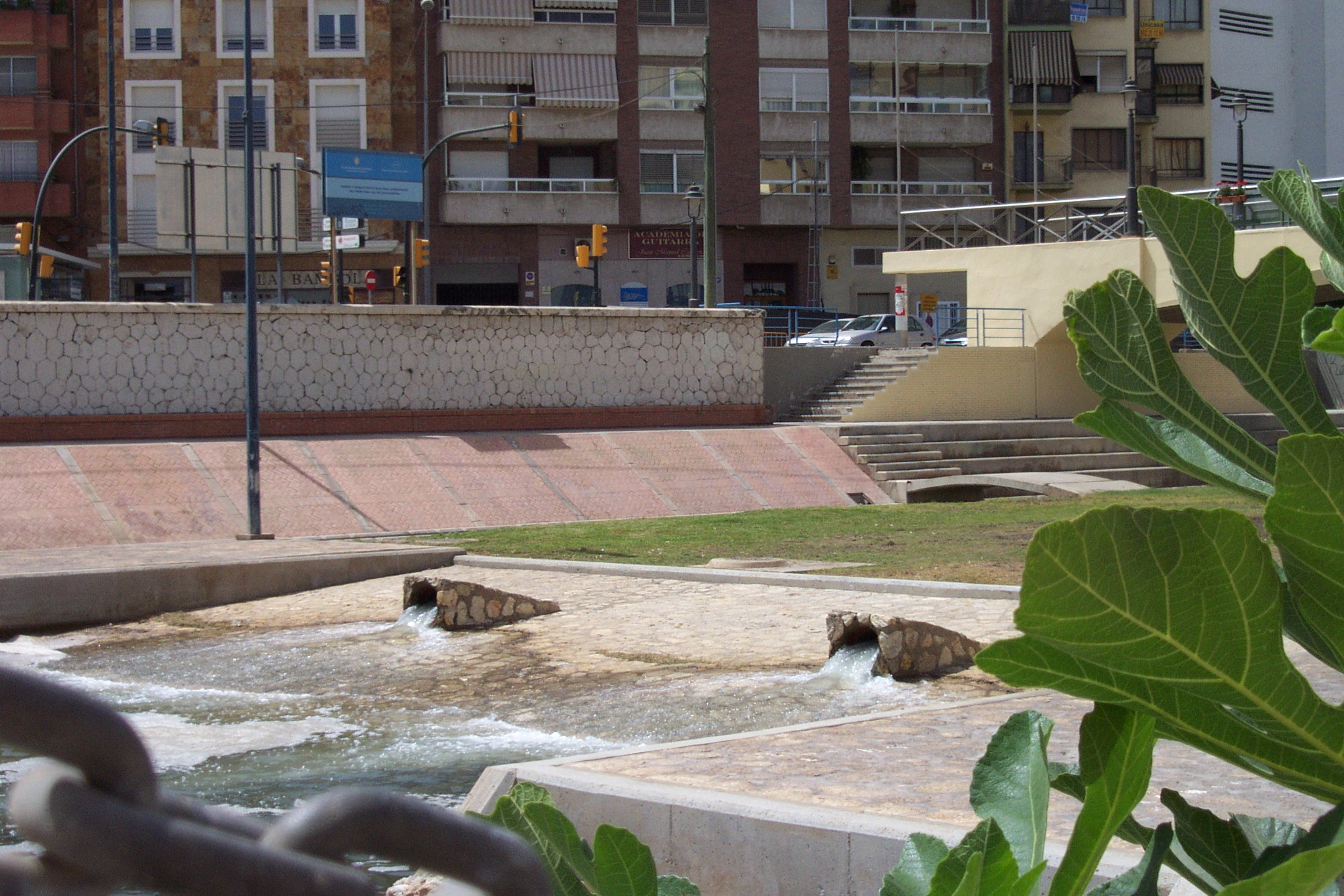
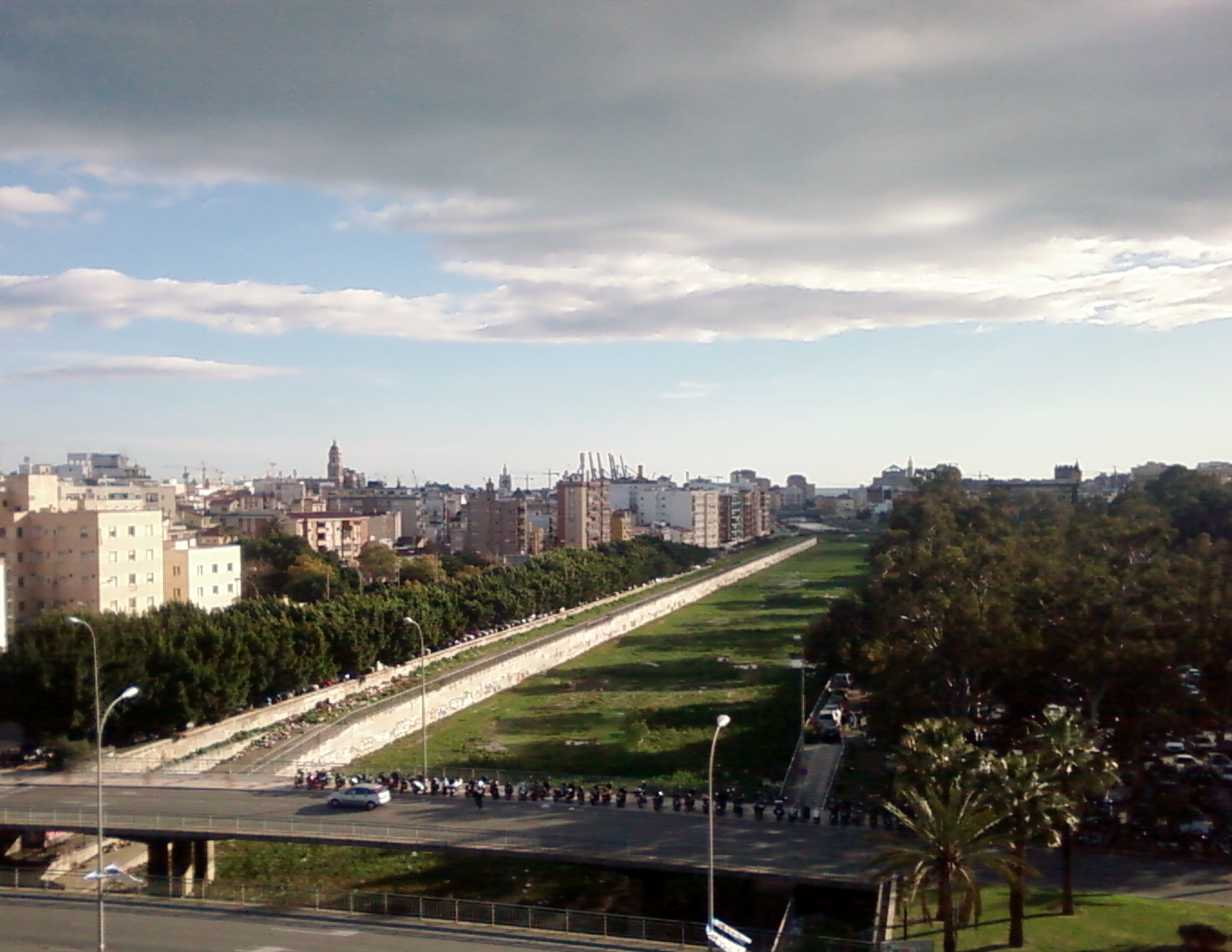
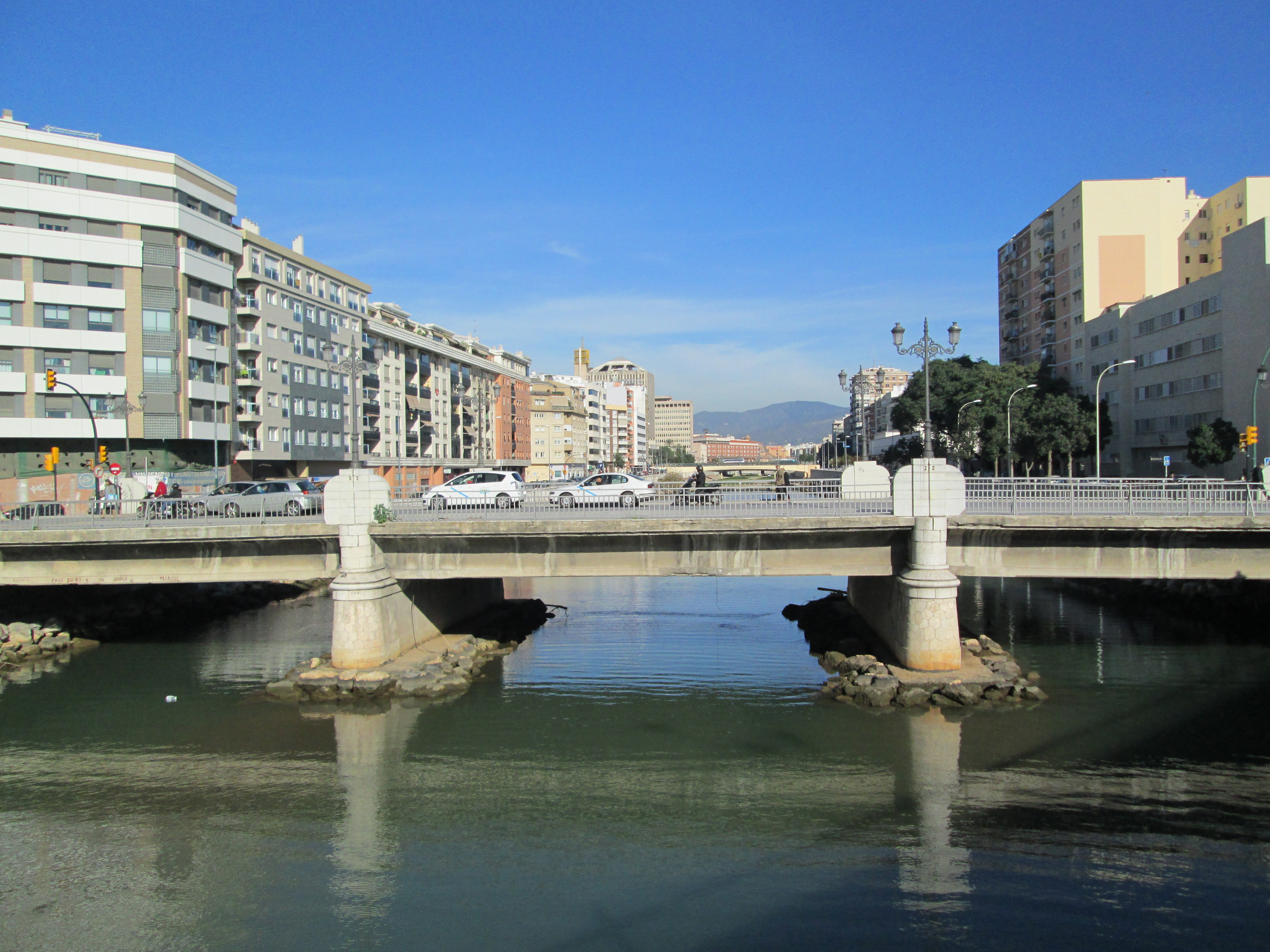

## Trivia
- Die Gruppe Tabletom aus Málaga hat ein Lied über den Fluss geschrieben auf ihrer Platte 7.000 kilos in Zusammenarbeit mit Kutxi Romero von der Band Marea.
- Im Jahr 2014 wurden Szenen des spanischen Films Toro mit Mario Casas und Luis Tosar am Guadalmedina gefilmt.